# デビュー40周年 スペシャルコンサート at 日本武道館
『THE ALFEE 40th Anniversary Special Concert at Nippon Budokan スペシャル コンサート at 日本武道館』（ジ・アルフィー フォーティース アニバーサリー スペシャル コンサート アット にっぽんぶどうかん）は、2015年3月18日に発売されたTHE ALFEE4枚目のライブ・アルバム。

## 概要
デビュー40周年を迎えた当日に開催された、日本武道館での記念公演を収録。
初回限定盤と通常盤の2形態で発売された。
初回限定盤は、封入特典として「32Pオールカラーブックレット」と「2015年度スペシャルカレンダーカード」を付属している。

## 収録曲

### DISC.1
1. 夏しぐれ
2. Riverside (Dewey Bunnell)
3. Saturday Night (Don Henley, Glenn Frey, Randy Meisner, Bernie Leadon)
4. Melody Fair (Barry Gibb, Robin Gibb, Maurice Gibb)
5. Suite： Judy Blue Eyes (Stephen Stills)
6. DAYS GONE BY
7. さよならの鐘
8. 水曜の朝午前3時
9. Promised Love
10. 府中捕物控
11. ロンサム・シティ

### DISC.2
1. It's for You (John Lennon, Paul McCartney)
2. 星空のディスタンス
3. メリーアン
4. My Truth
5. SWEAT & TEARS
6. もう一度ここから始めよう
7. 英雄の詩
8. The Boxer (Paul Simon)
9. GLORIOUS